# Stabilitätskriterium von Barkhausen
Das Stabilitätskriterium von Barkhausen liefert eine notwendige mathematische Bedingung, wann eine elektrische Schaltung, die aus einem Verstärker und einer geeigneten Rückkopplung besteht, selbständig schwingen kann. Dieses Kriterium liefert keine Aussage, ob die so gebildete Oszillatorschaltung stabil arbeitet und Sinusschwingungen konstanter Amplitude erzeugt.

## Kriterium

Verstärker (oben) mit Rückkopplung

Verstärker mit einem Verstärkungsfaktor {\displaystyle A} können durch eine Rückkopplung mit der (linearen) Übertragungsfunktion {\displaystyle \beta (\mathrm {j} \omega )} zur stabilen Schwingung angeregt werden, wenn folgende beide Bedingungen erfüllt sind:
1. Amplitudenbedingung: Der Betrag der Schleifenverstärkung ist gleich 1, das heißt: {\displaystyle |\beta (\mathrm {j} \omega )\cdot A|=1;\,}
2. Phasenbedingung: Die Phasenverschiebung muss bei der Oszillatorfrequenz eine positive Rückkopplung aufweisen. Dies ist dann erfüllt, wenn die Phasenverschiebung ganzzahlige Vielfache von {\displaystyle 2\pi } aufweist: {\displaystyle \angle \beta (\mathrm {j} \omega )\cdot A=2\pi n;\qquad n\in 0,1,2,\dots \,}

Diese Bedingung ist für die stabile Schwingungserzeugung notwendig, aber nicht hinreichend. Im Regelfall sind weder Verstärker noch Übertragungsfunktion linear, trotzdem schwingt die Schaltung. Das Stabilitätskriterium von Nyquist liefert eine notwendige und hinreichende Aussage über die Instabilität des Systems, aber keine Aussage über die Stabilität der Oszillation. Ein allgemeines hinreichendes Stabilitätskriterium für die Erzeugung einer stabilen Oszillation ist nicht bekannt.

## Grenzen der Anwendbarkeit
Das Stabilitätskriterium wurde zu einer Zeit entwickelt, als die Grenzfrequenz der Verstärkerröhren (über 100 MHz) die Arbeitsfrequenz der damaligen Oszillatorschaltungen (weniger als 1 MHz) bei weitem übertraf und mit den damaligen Mitteln nicht messbar war. Deshalb setzt die obige Formulierung voraus, dass das Ausgangssignal des Verstärkers ohne Verzögerung den Änderungen des Eingangssignals folgt und keine Phasenverschiebung entsteht (Laufzeit = 0). Diese Annahme ist mit steigender Frequenz nicht mehr erfüllt, was zur (falschen) Aussage führt, dass der Ringoszillator nicht funktionieren kann, obwohl die Schleifenverstärkung erheblich größer als eins ist. Tatsächlich schwingt diese Schaltung aber stabil und sehr zuverlässig, wobei sich die erzeugte Frequenz aus der Verarbeitungsgeschwindigkeit in den Verstärkerstufen errechnen lässt.
In Oszillatortopologien wie beispielsweise dem Relaxationsoszillator ist das Stabilitätskriterium nicht anwendbar, weil diese auf der negativen Kennlinie eines Bauelements basieren. Es gibt Schaltungen mit Übertragungsfunktionen, welche das Stabilitätskriterium von Barkhausen erfüllen, aber nicht stabil schwingen. Im Superregenerativempfänger erzeugt beispielsweise ein Verstärker Schwingungen auf zwei sehr unterschiedlichen Frequenzen, die sich gegenseitig beeinflussen. Im Falle der akustischen Rückkopplung ist die Übertragungsfunktion meist unbekannt und wohl kaum linear, weshalb sich die Frequenz des Pfeifens nur in groben Grenzen vorhersagen lässt. Trotzdem ist der Effekt gut reproduzierbar.

## Fehlerhafte Formulierung von Barkhausen
Erste Formulierungen und die Namensgebung gehen auf Heinrich Barkhausen zurück, welcher diese Bedingung in den 1920er Jahren erstmals formulierte und im Dritten Band seines Vierbändigen Werkes Elektronen-Röhren veröffentlichte. Barkhausen veröffentlichte zur damaligen Zeit allerdings eine fehlerhafte Version, welche sich teilweise in den Folgejahrzehnten, vor allem in deutschsprachiger Fachliteratur, erhalten hat.
Barkhausen ging für die Erzeugung der von ihm als selbsterregter Schwingung bezeichneten Oszillation von der nicht allgemeingültigen Vorstellung aus, dass Stabilität generell bei {\displaystyle |\beta (\mathrm {j} \omega )\cdot A|<1\,} und Instabilität bei {\displaystyle |\beta (\mathrm {j} \omega )\cdot A|\geq 1\,} vorliegt. Tatsächlich liegt die Notwendigkeit einer stabilen Oszillation nur bei {\displaystyle |\beta (\mathrm {j} \omega )\cdot A|=1\,} vor. Die damalige mathematische Modellbildung war noch nicht so weit fortgeschritten, und das Stabilitätskriterium von Nyquist, welche diesen Punkt umfassender klärt, wurde erst einige Jahre später von Harry Nyquist und Felix Strecker formuliert.